# 45 Aquarii
45 Aquarii, som är stjärnans Flamsteed-beteckning, är en ensam stjärna belägen i den mellersta delen av stjärnbilden Vattumannen. Den har en skenbar magnitud på 5,96  och är svagt synlig för blotta ögat där ljusföroreningar ej förekommer. Baserat på parallaxmätning inom Hipparcosuppdraget på ca 9,8 mas, beräknas den befinna sig på ett avstånd på ca 332 ljusår (ca 102 parsek) från solen. Den rör sig bort från solen med en heliocentrisk radialhastighet på ca 30 km/s.

## Egenskaper
45 Aquarii är en orange till röd jättestjärna av spektralklass K0 III. Den har en radie som är ca 10 gånger större än solens och utsänder från dess fotosfär ca 50 gånger mera energi än solen vid en effektiv temperatur av ca 4 800 K.